# ダイエー東大島店
ダイエー東大島店（ダイエーひがしおおじまてん）は、東京都江東区大島七丁目に立地するダイエーの大型商業施設（ショッピングセンター）である。ネットスーパー取扱店舗。

## 概要
1989年、忠実屋フランツ東大島店として開業。1994年にダイエーとの合併に伴いダイエー東大島店に改称。その後、2006年にはグルメシティに転換されたが再びダイエーに業態転換した。
2013年には売り場や外壁の一部改装を行い、同年11月30日にリニューアルオープンした。
2024年9月7日にはかつてダイエーグループに属していたドムドムハンバーガーが1階のマクドナルド跡に新規出店、当店舗内へのドムドムハンバーガーの出店はこれが初である。